# Альбін Краснічі (футболіст, 2001)
Альбін Краснічі (алб. Albin Krasniqi; нар. 3 червня 2001, Качаник і В'єтер, Косово) — косоварський футболіст, атакувальний півзахисник ковалівського «Колоса».

## Клубна кар'єра

### «Ферізай» та «Дріта»
Народився в селі Качаник і В'єтер, яке входить до муніципалітету Качаник. Вихованець клубу «Динамо» (Ферізай). Дорослу футбольну кар'єру розпочав у сезоні 2017/18 років у клубі «Ферізай», за яку провів 1 поєдинок. На початку липня 2018 року вільним агентом перебрався до «Дріти». У футболці г'їланського клубу дебютував 19 серпня 2018 року в переможному (5:0) домашньому поєдинку 1-го туру Суперліги Косова проти КЕКа. Альбін вийшов на поле на 68-й хвилині замість Буяра Шабані. Наприкінці січня 2020 року відправився в оренду до свого колишнього клубу, «Ферізая». Першим голом у дорослому футболі відзначився 4 березня 2020 року на 71-й хвилині програного (2:3) виїзного поєдинку 32-го туру косовської Суперліги проти «Приштини». Альбін вийшов на поле в стартовому складі. Під час виступів в оренді за «Ферізай» зіграв 18 матчів (2 голи) у Суперлізі Косова. Наприкінці липня 2020 року повернувся до «Дріти». Дебютним голом за «Дріту» відзначився 17 грудня 2020 року на 20-й хвилині переможного (2:1) домашнього поєдинку другого раунду кубку Косова проти «Трепчі». Альбін вийшов на поле в стартовому складі, а на 55-й хвилині його замінив Вальмір Аземі. Першим голом за команду в чемпіонаті Косова відзначився 1 травня 2022 року на 56-й хвилині нічийного (1:1) домашнього поєдинку 32-го туру проти «Дреніци». Краснічі вийшов на поле в стартовому складі та відіграв увесь матч. Загалом у футболці «Дріти» зіграв 71 матч (4 голи) у Суперлізі Косова, 10 матчів (3 голи) у кубку Косова, 2 матчі в Лізі конференцій та 1 поєдинок у Лізі чемпіонів. 16 січня 2023 року вільним агентом повернувся до «Ферізая», в якому виступав протягом 5,5 місяців. За цей час у Суперлізі Косова провів 18 матчів та відзначився 2-ма голами.

### «Приштина»
1 липня 2023 року вільним агентом перебрався до «Приштини». У футболці столичного клубу дебютував 12 серпня 2023 року в переможному (3:1) домашньому поєдинку 1-го туру Суперліги Косова проти «Феронікелі». Краснічі вийшов на поле в стартовому складі, а на 34-й хвилині відзначився гольовою передачею на Егзона Сінані. Першим голом за «Приштину» відщначився 28 вересня 2023 року на 22-й хвилині нічийного (2:2) домашнього поєдинку 7-го туру Суперліги Косова проти «Дукаджині». Краснічі вийшов на поле в стартовому складі та відіграв увесь матч. Загалом у складі столичного клубу у Суперлізі зіграв 60 матчів, в яких відзначився 10-ма голами та 10-ма результативними передачами. Окрім цього провів 7 матчів у кубку країни (4 голи та 1 результативна передача) та 1 поєдинок у суперкубку Косова.

### «Колос»
Наприкінці травня — на початку червня 2025 року у ЗМІ з'явилася інформація про ймовірний перехід до «Колоса», з яким 4 липня 2025 року підписав контракт.

## Кар'єра в збірній
У футболці юнацької збірної Косова (U-19) дебютував 13 жовтня 2018 року в нічийному (0:0) виїзному поєдинку 7-ї групи кваліфікації юнацького чемпіонату Європи (U-19) проти угорських однолітків. Альбін вийшов на поле в стартовому складі та відіграв увесь матч, а на 77-й хвилині отримав жовту картку. Загалом у складі збірної U-19 провів 5 поєдинків: 4 - у кваліфікації юнацького чемпіонату Європи (U-19) та 1 — товариський.
12 січня 2020 року вперше потрапив до заявки національної збірної Косова, на програний (0:1) товариський виїзний поєдинок проти Швеції, але просидів на лаві запасних усі 90 хвилин.